# Holly Mims
Holly Mims (* 10. Februar 1927 in Washington, D.C.; † 13. Januar 1970) war ein US-amerikanischer Boxer.

## Werdegang

### Amateurlaufbahn
Holly Mims begann als Jugendlicher, unterstützt von seinem Bruder James, der auch sein erster Trainer war, beim YMCA in Washington mit dem Boxen. Später trainierte er auch viel am „Finlays Gym“.  Er entwickelte sich schon im Amateurlager zu einem Spitzenboxer und gewann 1948 die Washington „Golden-Gloves“ Championships. Er war damit bei den US-amerikanischen Meisterschaften (AAU-Championships) dieses Jahres in Boston startberechtigt, bei denen er im Mittelgewicht das Halbfinale erreichte, in dem er allerdings gegen Joe Jarman nach Punkten verlor.

### Profilaufbahn
Mims wurde noch 1948 Profiboxer. Sein Domizil blieb Washington. Gemanagt wurde er von Nick und Benny Trotta. Er entwickelte sich zu einem Boxer, der nie von vorneherein aufgab, sehr vielseitig war, zäh, risikobereit und ausdauernd seine Ziele verfolgte, der aber auch, wenn es der Gegner erforderlich machte, abwartend und mit Raffinesse kämpfen konnte. Er verfügte über keine zu große Schlagkraft, was die relativ geringe Anzahl seiner durch K.O. gewonnenen Kämpfe bezeugt. Als Profi stand er neunzehn Jahre lang im Ringe und bestritt über hundert Kämpfe. Er verlor davon nur einen einzigen durch K.O. Viele der Kämpfe, die er verlor, verlor er durch eine „Split Decision“, d. h. einer der Punktrichter hatte ihn als Sieger gesehen. Von 1953 bis 1959 stand er in der Weltrangliste des US-amerikanischen Boxsport-Fachblattes The Ring immer wieder unter den zehn besten Boxern im Mittelgewicht. Die beste Platzierung, die er erreichte, war ein zweiter Platz Ende 1954 hinter Rocky Castellani, aber noch vor Joey Giardello und Tiberio Mitri (s. Box Sport Nr. 24/1954, Seite 8). Einen Titelkampf um die Weltmeisterschaft hat er aber nie erhalten.
Seinen ersten Kampf bestritt er am 1. Juni 1948 in Washington gegen Angelo Marino. Dieser Kampf endete unentschieden. Am 6. September 1950 siegte er in Atlantic City über Don Ellis nach Punkten, der danach häufig in Deutschland boxte. Am 6. November 1950 und am 27. November 1950 siege Mims zweimal über Johnny Bratton über zehn Runden nach Punkten. Bratton war damals schon einer der besten Weltergewichtler der Welt.
Am 5. April 1951 kämpfte Mims in Miami gegen den amtierenden Weltmeister im Mittelgewicht Sugar Ray Robinson. Der Kampf ging nicht um den Titel und wurde von Robinson nach zehn Runden nach Punkten gewonnen. Mit den Siegen über Bratton und dem guten Kampf gegen Robinson wurde Mims in der Welt-Boxszene sehr bekannt.
Am 4. März 1953 besiegte er in Washington Willie Troy durch K.O. in der achten Runde und am 30. Juni 1954 erreichte er in Washington gegen Bobby Dykes ein Unentschieden. Am 12. Januar 1955 boxte er in Cleveland gegen Rocky Castellani. Bei einem Sieg hätte er wohl ein Titelkampf gegen Weltmeister Carl Olson bekommen. Den Kampf gewann aber Castellani nach Punkten.
Nach diesem Kampf boxte Mims noch zwölf Jahre lang bis 1967. Er stand noch mit vielen Weltklasseboxern im Ring, es häuften sich aber die Niederlagen. Am 18. Juli 1956 verlor er in Chicago gegen Spider Webb nach Punkten, schlug den gleichen Gegner aber in der Revanche am 12. März 1958 in Fort Wayne mit dem gleichen Ergebnis. Am 6. März 1958 musste sich Mims gegen Joey Giardello nach Punkten geschlagen geben und am 30. Dezember 1959 verlor er auch gegen den Nigerianer Dick Tiger nach zehn Runden nach Punkten.
Am 29. November 1961 kämpfte Mims in Louisville im Mittelgewicht gegen Jimmy Ellis und gewann diesen Kampf nach 10 Runden nach Punkten. Bei Jimmy Ellis handelte sich um keinen Geringeren als um den späteren Weltmeister im Schwergewicht. Gegen Ellis verlor er am 4. Mai 1962 in Louisville die Revanche nach Punkten. Es folgten drei weitere Punktniederlagen gegen hochkarätige Boxer: am 22. Dezember 1962 in New York gegen Rubin Carter, am 10. August 1963 in Saratoga Springs gegen Emile Griffith und am 7. Februar 1964 in New York gegen Joey Archer. Am 15. Mai 1964 folgte in Elizabeth, N.J., gegen Joe Luis Adair die einzige K.O.-Niederlage von Holly Mims in seiner Laufbahn.
Am 16. März 1966 gelang ihm in Richmond noch ein Punktsieg über den Weltklassemann Vince Martinez. Seinen letzten Kampf bestritt Mims dann am 6. Juli 1967 in Portland, in dem er Punktsieger über George Johnson wurde.
Holly Mims ist bereits am 13. Januar 1970 an Nierenversagen verstorben.
Anmerkung
Nach anderen Unterlagen wurde Holly Mims am 10. Februar 1929 geboren und bestritt 97 Kämpfe mit 64 Siegen (14 KOs), 27 Niederlagen und 6 Unentschieden.